# François-Frédéric Lemot

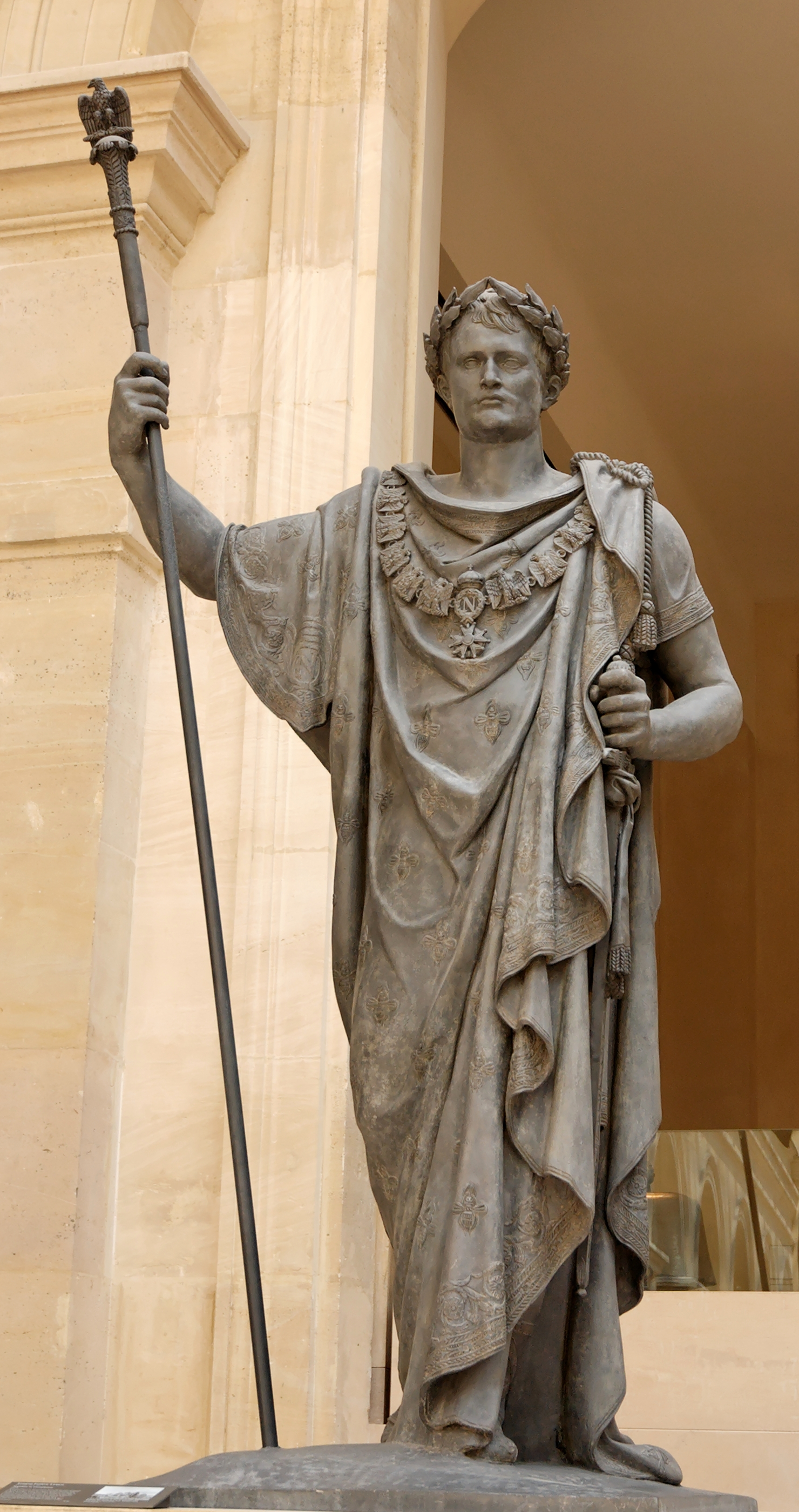
Napoleão em triunfo, 1808

François-Frédéric Lemot (Lyon,  4 de novembro de 1772 - Paris, 6 de maio de 1827) foi um escultor francês do estilo neoclássico.

## Biografia
Lemot nasceu em Lyon. Tendo estudado arquitetura brevemente na Academia de Besançon, depois de ter chegado a Paris, o adolescente Lemot foi descoberto desenhando uma escultura de Pierre Pujet no parque de Sceaux e levado ao ateliê de Claude Dejoux, um escultor neoclássico menor que tinha treinado com Guillaume Coustou, o Jovem.
Aos dezessete anos ele ganhou o Prix de Roma para escultura em 1790, com um baixo-relevo do Julgamento de Salomão, e tornou-se um pensionista na Academia Francesa de Roma, onde sua estadia foi interrompida em 1793 por uma convocação do exército do Reno.
Dois anos depois, ele foi chamado para participar de uma competição sob um comitê da Convenção Nacional para uma colossal escultura de bronze do Povo francês sob o disfarce de Hércules; seu modelo foi considerado o melhor, porém o monumento nunca foi comissionado. Sua primeira exibição no Salão de Paris foi em 1801.
Sob o Império de Napoleão Bonaparte, ele foi contratado para esculpir a carruagem e a figura da fama na quadriga em cima do Arco do Triunfo do Carrossel, em frente ao Palácio das Tulherias, para o qual os cavalos eram os cavalos de bronze grego removidos por Napoleão de São Marcos, Veneza.
Ele foi eleito para a Académie des Beaux-Arts de l'Institut de France em 1805, então nomeado membro do Institut de France, em 1805, depois para a Legião de Honra e apresentado com a Ordem de Saint-Michel e o título de Barão do Império.
Com a Restauração dos Bourbon, Lemot foi encarregado da reconstrução do monumento equestre a Henrique IV que havia sido destruído durante a Revolução. Duas esculturas de Napoleão, derretidas para a ocasião, forneceram o bronze, e o molde foi retirado de um outro molde, sobrevivente da escultura original.

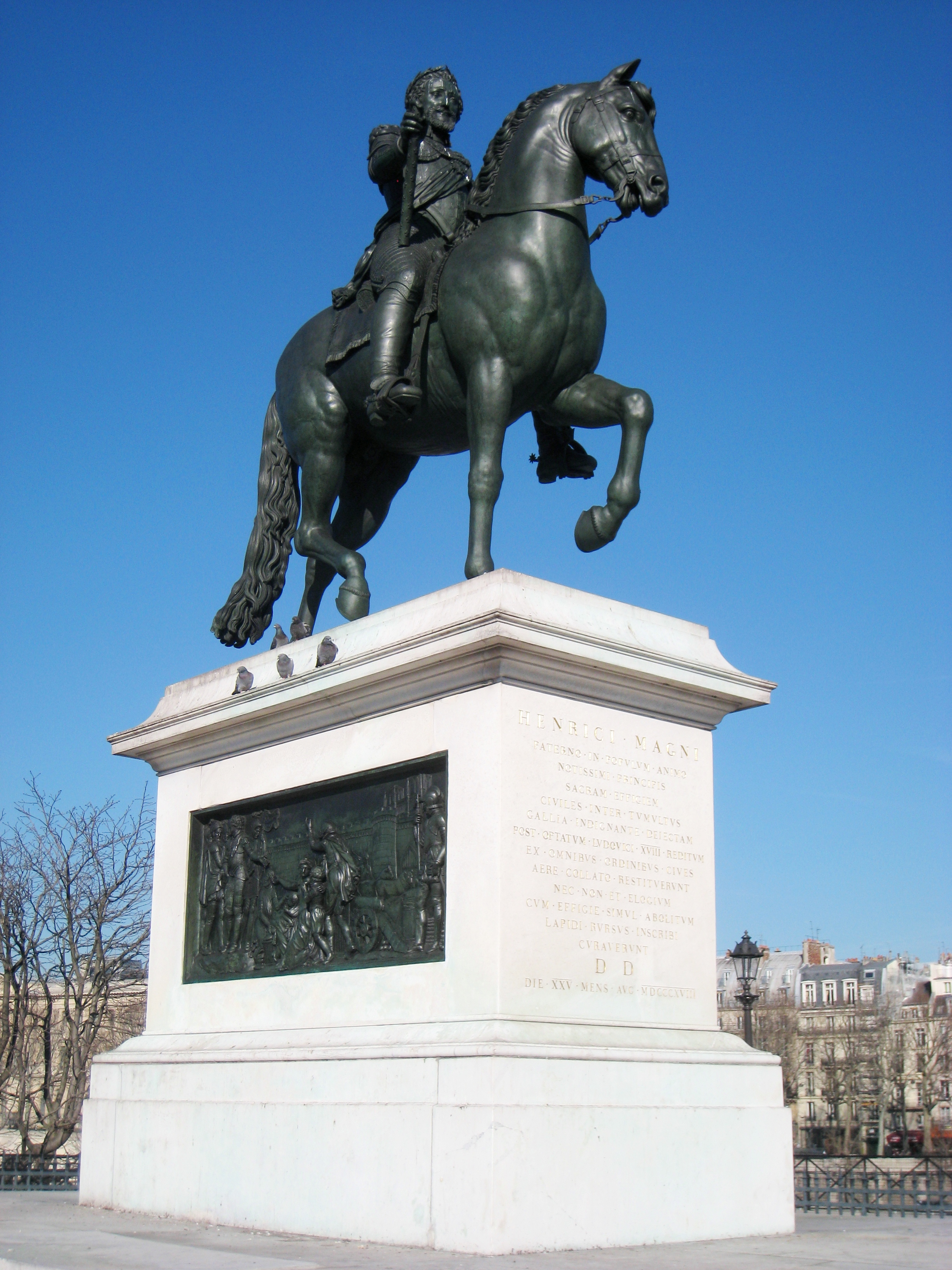
A estátua equestre, de Henrique IV, sobre a pont, Neuf

Lemot também forneceu os painéis de baixo-relevo de bronze para o seu pedestal; a escultura (ilustração) foi inaugurada em 25 de agosto de 1818. Lemot também criou um Monumento Equestre de Luís XIV que fornece o ponto focal da Place Bellecour, em Lyon, onde uma rua leva seu nome. Com 18 metros, foi a maior fundição de bronze do seu tempo.
Com a fortuna considerável que conquistara, Lemot comprou o Château de Clisson, no oeste da França, no departamento de Loire-Atlantique (Pays de la Loire), e a cidade, destruída durante a Revolta na Vendéia, foi reconstruída de acordo aos seus planos. Ele publicou uma Notícia histórica sobre a vida e o castelo de Clisson, ou Voyage Pittoresque dans le Bocage de la Vendée, 1817.
Seu aluno, Louis Dupaty, obteve um Premier Grand Prix em escultura, em 1799, com Péricles visitando Anaxágoras. Em seu retorno da Academia Francesa em Roma, ele foi nomeado para o Institut de France, em 1816, então nomeado professor na École des Beaux-Arts. O escultor mais famoso que surgiu do ateliê do Lemot foi Lorenzo Bartolini. Lemot morreu em Paris em 1827.

## Trabalhos selecionados
- Numa Pompilius Lycurgus e Brutus para o Chambre de Conseil des Cent Cinq, Assemblée Nationale.[5]
- Léonidas para a Chambre des Pairs.
- Figuras para o arco triunfal em Châlons-sur-Marne, destruídas pelos Aliados em 1814.
- Cicero dirigindo-se a Catilina, sobre o tempo de vida.[6]
- Mulher dormindo, estátua.
- Napoleão em Triunfo (1808), chumbo, ( Musée du Louvre ). Esta figura de pé ficou brevemente na quadriga do Arco do Carrossel .[7]
- Equestre Henri IV (1817), bronze. A escultura na Pont Neuf, em Paris, reproduz a obra projetada por Giambologna e completada por Pietro Tacca, 1618.
- Louis XIV, bronze, Lyon, Place Bellecour
- Baixo-relevo alegórico, o busto da Liberdade entre figuras sentadas da História e da Fama, em mármore branco contra um pórfiro, para a Chambre des Deputés.[8]